# Piastenturm (Cieszyn)

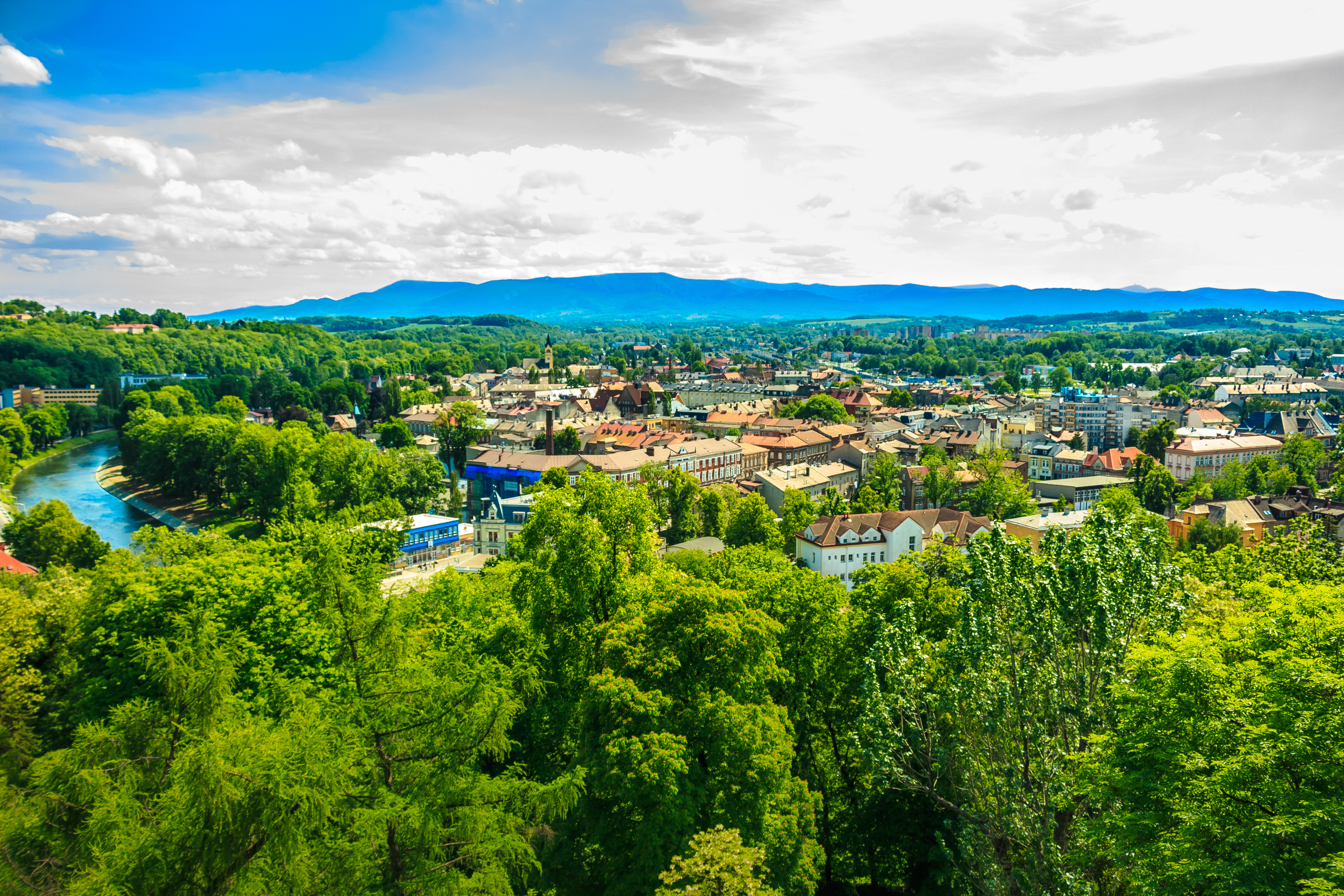
Blick vom Turm

Der Piastenturm (polnisch Wieża Piastowska, tschechisch Piastovská věž) befindet sich in Cieszyn (Teschen) im Powiat Cieszyński in der Woiwodschaft Schlesien in Polen. Er war Teil der Burg Teschen auf der Góra Zamkowa über der Olsa. 

## Geschichte
Der Turm wurde im 14. Jahrhundert innerhalb der Burg von den Piastenherzögen des Herzogtums Teschen erbaut. Im 16. Jahrhundert wurde der Turm wie die Burg im Stil der Renaissance umgestaltet. Während des Dreißigjährigen Kriegs wurde die Burg in Mitleidenschaft gezogen, schließlich 1646 von schwedischen Truppen zerstört. Nach 1659 wurden weite Teile des Schlosses abgetragen. Der Turm blieb erhalten und wurde im 19. Jahrhundert in seiner gotischen Form restauriert. Heute dient das 24 Meter hohe Bauwerk als Aussichtsturm, von dem sich ein Panorama der Städte Cieszyn und Český Těšín sowie der Gebirgszüge der Schlesischen Beskiden, Mährisch-Schlesischen Beskiden sowie des Schlesischen Vorgebirges bietet.

## Verwendung
Die Gestalt des Turmes wird auf Logos, die mit der Woiwodschaft Schlesien verbunden sind, verwendet – unter anderem von der Schlossbrauerei Cieszyn und ihrer Biermarke Brackie, von den Landschaftsschutzpark Schlesische Beskiden, des Fußballklubs Piast Cieszyn, sowie auch der polnisch-tschechischen Euroregion Teschener Schlesien.

## Siehe auch

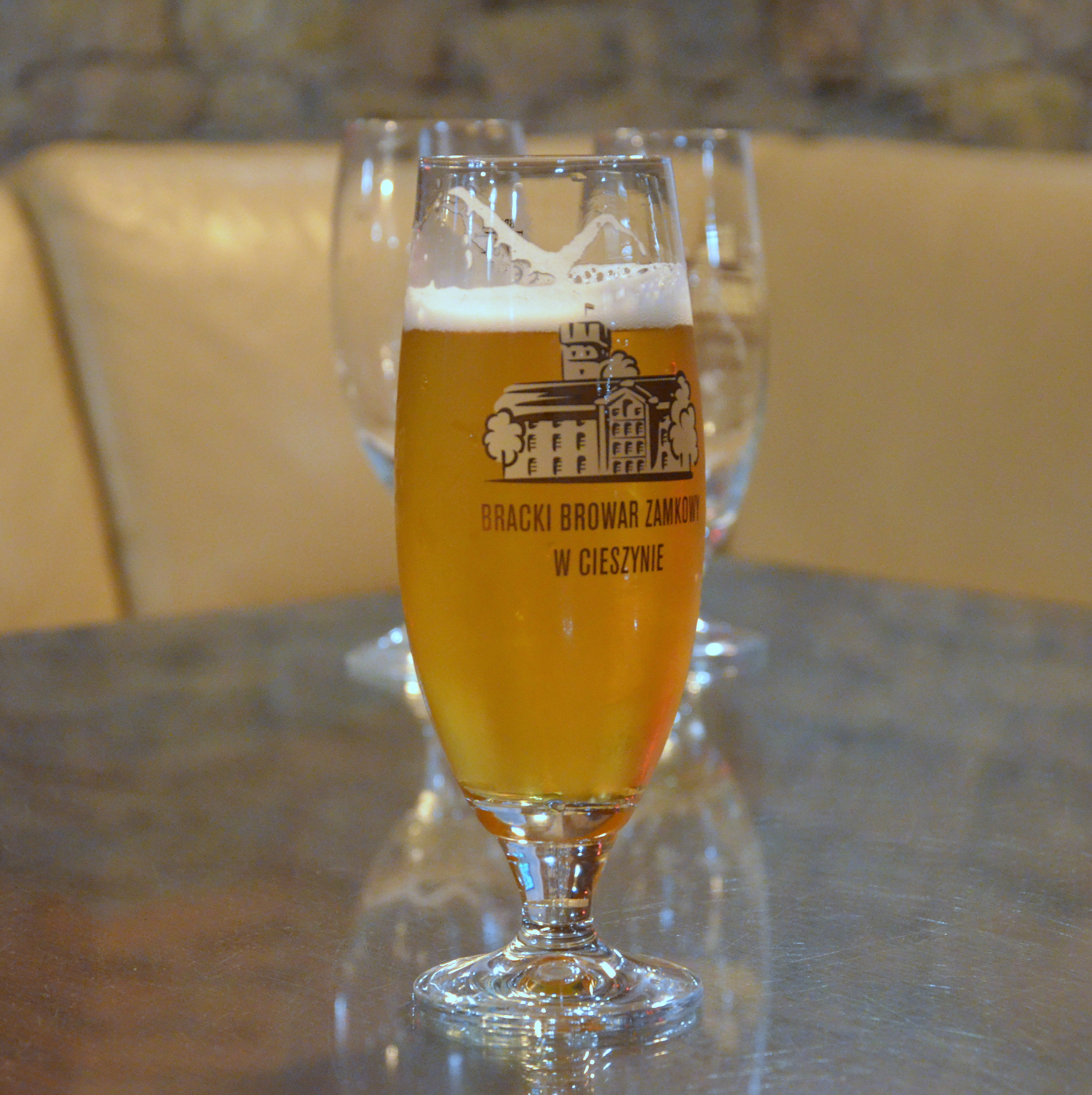
Schlossbrauerei Cieszyn
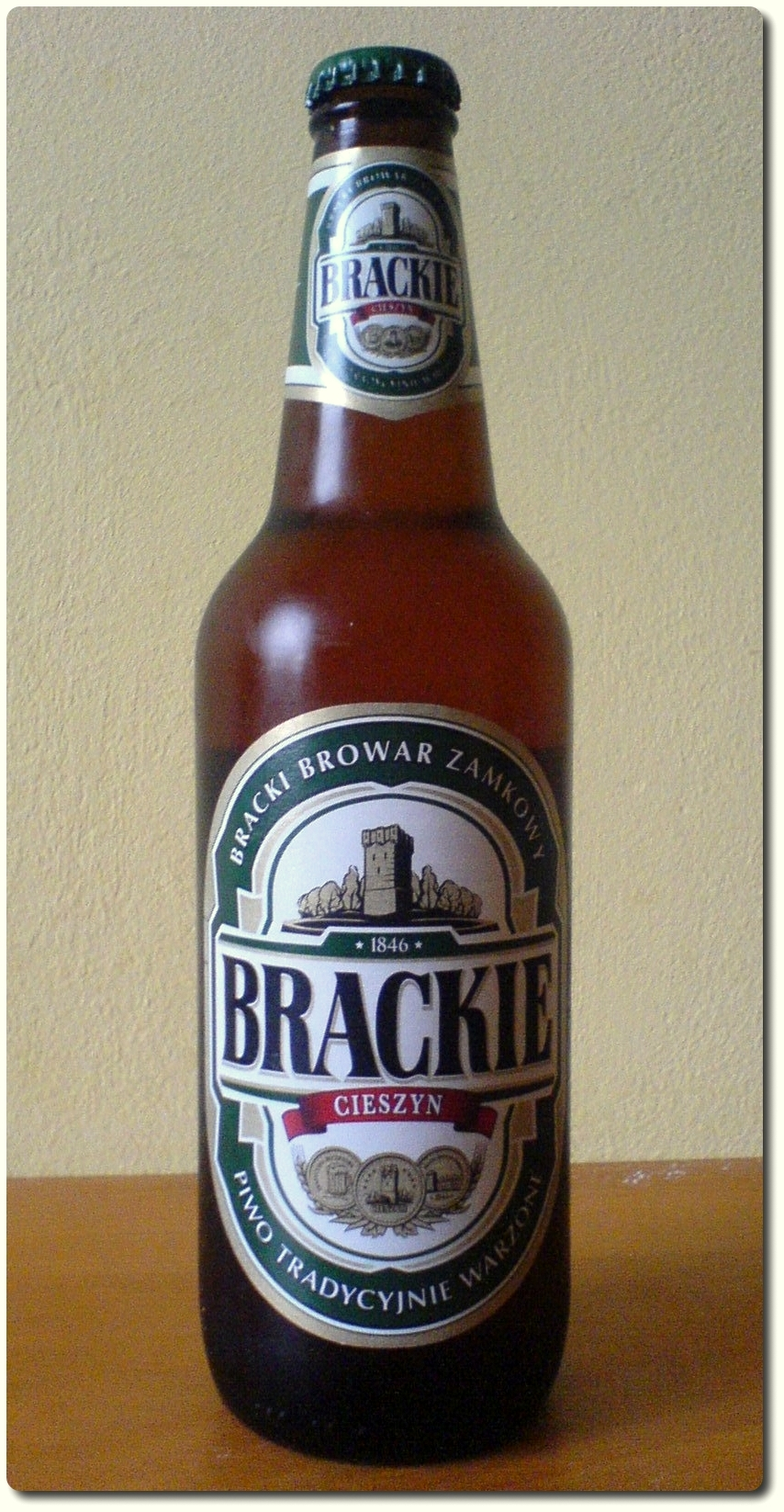
Brackie
Landschaftsschutzpark Schlesische Beskiden